# Chaire à prêcher de l'église Saint-Pierre de Plourhan
La chaire à prêcher de l'église Saint-Pierre à Plourhan, une commune du département des Côtes-d'Armor dans la région Bretagne en France, est une chaire datant de la première moitié du XIXe siècle. La chaire est inscrite monument historique au titre d'objet depuis le 12 décembre 1994.
Inscriptions sur les panneaux de la cuve, au-dessus des Evangélistes : Audite, Servare, Verbuin Dei (panneau de saint Marc), Mandata (panneau de saint Jean).